# Sóc chuột Buller
Sóc chuột Buller (Neotamias bulleri) là một loài động vật có vú trong họ Sóc, bộ Gặm nhấm. Loài này được J. A. Allen mô tả năm 1889. Chúng là loài đặc hữu của México.